# Ettore da Panigo
Ettore da Panigo (* um 1295; † Mai 1345) war ein italienischer Condottiere des 14. Jahrhunderts.

## Leben
Er stammte ursprünglich aus Bologna und ist auch unter den Namen Ettore di Panico, Toto di Panaco, Goro di Panigo und Ettore da Bologna bekannt.
Der mehrfache Rektor von Modena wurde zum Ghibellinen und 1329 von Ludwig der Bayer zum Reichsvikar der Stadt ernannt.
Ettore da Panigo beteiligte sich an einer Verschwörung gegen den päpstlichen Legaten Kardinal Bertrand du Pouget, um Bologna zum Aufstand zu bewegen und für die ghibellinische Sache zu gewinnen. Er sollte die Verschwörer mit auswärtigen Truppen unterstützen, doch sie wurden entdeckt und getötet. Da Panigo wurde exkommuniziert und aus Bologna verbannt.
Im Dezember 1329 wurde er zum kaiserlichen Vikar von Mailand ernannt. 1330 wurde seine Verbannung aus Bologna aufgehoben, aber er zog es vor, nicht in die Stadt zurückzukehren.
Im Jahre 1339 war das Eingreifen der von ihm befehligten Kompanie (700 Mann) zur Unterstützung von Luchino Visconti entscheidend für das Schicksal der Schlacht von Parabiago, in der die Compagnia di San Giorgio besiegt wurde.
Im Februar 1340 wurde Da Panigo anlässlich der Hochzeit von Ugolino Gonzaga mit einer Schwester von Mastino II. della Scala in Mantua zum Ritter geschlagen.
Im Jahr 1342 gründete er zusammen mit den Condottieri Werner von Urslingen und Mazarello da Cusano die Söldnerkompanie „Grande Compagnia“, der zahlreiche Söldner angehörten. Die Truppe wurde von den Herren von Forlì, Mailand, Mantua, Padua und Parma finanziert und war wegen ihrer großen Anzahl von Söldner gefürchtet.
Unter den Herren, denen er als Condottiere diente, sind in chronologischer Reihenfolge zu nennen: der Herr von Lucca, Castruccio Castracani; der Herr von Verona, Mastino II. della Scala, den größten Teil der 1330er und einen Teil der 1340er Jahre; Luigi I., der ihn 1335 zum Podestà von Reggio Emilia ernannte; die Malatesta von Rimini.
1344 kämpfte er für die Visconti gegen die Este, die er bei Rivalta di Reggio besiegte, und gegen die Pisaner.
Ettore da Panigo starb im Mai 1345, als er auf dem Hügel von San Lorenzo an einem Treffen mit pisanischen Delegierten unter der Leitung von Niccolò da Gragnano teilnahm: Als Vertreter des Mailänder Erzbischofs Giovanni Visconti, des Herrn der Stadt, sollte er über die Rückgabe einiger Burgen an die Pisaner verhandeln, die nach einem siegreichen Krieg von den Mailändern erobert worden waren. Ettore wurde von einem Soldaten aus Gragnano verwundet und getötet.